# Ursus l'invincible
Pour plus de détails, voir Fiche technique et Distribution.
Ursus l'invincible (Gli invincibili tre) est un film italo-tunisien de Gianfranco Parolini sorti en 1964.

## Synopsis
Ursus arrive à Atra et découvre qu'un tyran a usurpé son identité pour combattre le prince Dario et ainsi régner sur la ville.

## Fiche technique
- Titre original : Gli invincibili tre
- Titre anglophone : 3 Avengers
- Réalisation : Gianfranco Parolini
- Scénario : Lionello De Felice, Arnaldo Marrosu et Gianfranco Parolini
- Directeur de la photographie : Francesco Izzarelli
- Montage : Edmondo Lozzi
- Musique : Angelo Francesco Lavagnino
- Genre : action, aventure et comédie
- Pays :  Italie,  Tunisie
- Durée : 101 minutes
- Date de sortie :
  - Italie : 26 novembre 1964
  - France : 13 octobre 1965

## Distribution
- Alan Steel (VF : René Arrieu) : Ursus
- Mimmo Palmara (VF : Jacques Berthier) : l'usurpateur
- Rosalba Neri (VF : Jany Clair) : Demora
- Lisa Gastoni (VF : Jeanine Freson) : Alina
- Gianni Rizzo (VF : Gabriel Cattand) : Teomoco (Teomaco en VF)
- Vassili Karis (VF : Marc Cassot) : le Prince Dario
- Carlo Tamberlani (VF : Paul Villé) : le Roi Igos (Ikos en VF)
- Orchidea De Santis : la fille aux cheveux d'or
- Nello Pazzafini (VF : Jean Violette) : Samur, le chef des Tanoussi
- Arnaldo Dell'Acqua (VF : Albert Augier) : Capriolo (Caprio en VF)
- Toni Maggio : Manina
- Pino Mattei (VF : Yvon Cazeneuve) : Rakis, le chef des gardes
- Enzo Doria (VF : Georges Atlas) : Aleco